# Рудолф II фон Папенхайм
Рудолф II фон Папенхайм (на немски: Rudolf II von Pappenheim; † сл. 12 март 1340) е благородник от фамилията Папенхайм в Бавария.
Той е единственият син на Рудолф I фон Папенхайм († 1326/1335) и внук на Хайнрих IV фон Папенхайм († 1318/1319) и втората му съпруга Приска фон Щофелн, дъщеря на Конрад фон Щофелн и съпругата му фон Тюбинген.

## Фамилия
Рудолф II фон Папенхайм се жени за Катарина († сл. 1341). Те имат три деца:
- Йохан фон Папенхайм († сл. 1381)
- Хайнрих V фон Папенхайм († ок. 22 февруари 1387), женен за Елизабет фон Елербах († сл. 1380), родители на Хаупт I фон Папенхайм
- Катарина фон Папенхайм